# Lista över matchresultat i Elitserien i ishockey 1975/1976
Lista över matchresultat i grundserien av Elitserien i ishockey 1975/1976. Ligan inleddes den 5 oktober 1975 och avslutades 26 februari 1976.
| Nr | Lag              | S  | V  | O  | F  | GM  | IM  | MS  | P  |
| -- | ---------------- | -- | -- | -- | -- | --- | --- | --- | -- |
| 1  | Brynäs IF        | 36 | 23 | 5  | 8  | 228 | 136 | +92 | 51 |
| 2  | Leksands IF (RM) | 36 | 19 | 8  | 9  | 189 | 153 | +36 | 46 |
| 3  | Färjestad BK     | 36 | 17 | 6  | 13 | 145 | 140 | +5  | 40 |
| 4  | Skellefteå AIK   | 36 | 15 | 8  | 13 | 152 | 150 | +2  | 38 |
| 5  | Modo AIK         | 36 | 17 | 4  | 15 | 150 | 150 | 0   | 38 |
| 6  | Södertälje SK    | 36 | 10 | 13 | 13 | 154 | 177 | −23 | 33 |
| 7  | Västra Frölunda  | 36 | 14 | 4  | 18 | 154 | 153 | +1  | 32 |
| 8  | AIK              | 36 | 14 | 4  | 18 | 128 | 167 | −39 | 32 |
| 9  | Djurgårdens IF   | 36 | 14 | 3  | 19 | 170 | 197 | −27 | 31 |
| 10 | Timrå IK         | 36 | 7  | 5  | 24 | 134 | 181 | −47 | 19 |

## Matcher
| Datum Match Resultat Publik Spelplan Omgång 1 - 5 oktober 1975 Färjestads BK-Modo AIK 7-8 (4-4, 1-3, 2-1) 3400 Färjestads ishall - 5 oktober 1975 Djurgårdens IF-AIK 7-4 (5-1, 0-1, 2-2) 8713 Johanneshovs isstadion - 5 oktober 1975 Skellefteå AIK-Timrå IK 5-5 (2-1, 0-2, 3-2) 5544 Skellefteå isstadion - 5 oktober 1975 Leksands IF-Brynäs IF 3-1 (0-1, 1-0, 2-0) 5931 Leksands isstadion - 5 oktober 1975 Västra Frölunda IF-Södertälje SK 5-3 (3-0, 1-0, 1-3) 5520 Scandinavium Omgång 2 - 9 oktober 1975 Brynäs IF-Västra Frölunda IF 5-5 (3-1, 1-2, 1-2) 4759 Gavlerinken - 9 oktober 1975 Timrå IK-Leksands IF 4-4 (3-1, 0-1, 1-2) 5771 Timrå isstadion - 9 oktober 1975 AIK-Skellefteå AIK 1-6 (0-3, 0-2, 1-1) 5566 Johanneshovs isstadion - 9 oktober 1975 Modo AIK-Djurgårdens IF 7-4 (3-0, 3-1, 1-3) 4280 Kempehallen - 9 oktober 1975 Södertälje SK-Färjestads BK 4-4 (0-0, 2-1, 2-3) 3294 Scaniarinken Omgång 3 - 12 oktober 1975 Brynäs IF-Skellefteå AIK 7-0 (2-0, 2-0, 3-0) 5459 Gavlerinken - 12 oktober 1975 Timrå IK-Djurgårdens IF 4-7 (1-0, 1-3, 2-4) 3547 Timrå isstadion - 12 oktober 1975 AIK-Färjestads BK 3-3 (0-0, 3-2, 0-1) 3080 Johanneshovs isstadion - 12 oktober 1975 Modo AIK-Södertälje SK 8-2 (1-2, 3-0, 4-0) 4221 Kempehallen - 12 oktober 1975 Leksands IF-Västra Frölunda IF 6-3 (1-0, 1-1, 4-2) 4477 Leksands isstadion Omgång 4 - 16 oktober 1975 Södertälje SK-AIK 4-5 (2-1, 1-3, 1-1) 3107 Scaniarinken - 16 oktober 1975 Färjestads BK-Timrå IK 7-2 (3-1, 2-1, 2-0) 4033 Färjestads ishall - 16 oktober 1975 Djurgårdens IF-Brynäs IF 4-13 (3-3, 1-3, 0-7) 10245 Johanneshovs isstadion - 16 oktober 1975 Skellefteå AIK-Leksands IF 2-4 (2-0, 0-4, 0-0) 6775 Skellefteå isstadion - 16 oktober 1975 Västra Frölunda IF-Modo AIK 3-8 (1-3, 1-0, 1-5) 7133 Scandinavium Omgång 5 - 19 oktober 1975 Brynäs IF-Färjestads BK 14-1 (3-0, 3-1, 8-0) 3977 Gavlerinken - 19 oktober 1975 Timrå IK-Västra Frölunda IF 5-6 (1-2, 2-2, 2-2) 2981 Timrå isstadion - 19 oktober 1975 AIK-Modo AIK 1-3 (0-1, 1-1, 0-1) 5001 Johanneshovs isstadion - 19 oktober 1975 Skellefteå AIK-Södertälje SK 6-0 (2-0, 2-0, 2-0) 4880 Skellefteå isstadion - 19 oktober 1975 Leksands IF-Djurgårdens IF 7-1 (2-0, 2-0, 3-1) 3233 Leksands isstadion Omgång 6 - 23 oktober 1975 Modo AIK-Timrå IK 9-4 (3-2, 2-0, 4-2) 6334 Kempehallen - 23 oktober 1975 Södertälje SK-Brynäs IF 7-7 (1-2, 2-2, 4-3) 5491 Scaniarinken - 23 oktober 1975 Färjestads BK-Leksands IF 3-3 (1-1, 0-2, 2-0) 5318 Färjestads ishall - 23 oktober 1975 Djurgårdens IF-Skellefteå AIK 4-4 (3-2, 0-1, 1-1) 6803 Johanneshovs isstadion - 23 oktober 1975 Västra Frölunda IF-AIK 2-2 (0-1, 1-0, 1-1) 4686 Scandinavium Omgång 7 - 26 oktober 1975 Brynäs IF-Modo AIK 11-2 (3-1, 5-0, 3-1) 7967 Gavlerinken - 26 oktober 1975 Timrå IK-AIK 6-3 (3-1, 2-1, 1-1) 2507 Timrå isstadion - 26 oktober 1975 Djurgårdens IF-Västra Frölunda IF 8-4 (2-1, 3-3, 3-0) 5090 Johanneshovs isstadion - 26 oktober 1975 Skellefteå AIK-Färjestads BK 5-2 (2-0, 1-1, 2-1) 5257 Skellefteå isstadion - 26 oktober 1975 Leksands IF-Södertälje SK 9-2 (3-0, 0-1, 6-1) 2965 Leksands isstadion Omgång 8 - 30 oktober 1975 AIK-Brynäs IF 1-9 (0-1, 1-3, 0-5) 8577 Johanneshovs isstadion - 30 oktober 1975 Modo AIK-Leksands IF 5-5 (1-2, 2-1, 2-2) 5903 Kempehallen - 30 oktober 1975 Södertälje SK-Timrå IK 5-3 (4-2, 1-1, 0-0) 3564 Scaniarinken - 30 oktober 1975 Färjestads BK-Djurgårdens IF 10-2 (2-0, 4-1, 4-1) 3410 Färjestads ishall - 30 oktober 1975 Västra Frölunda IF-Skellefteå AIK 5-4 (1-2, 4-1, 0-1) 5969 Scandinavium Omgång 9 - 1 november 1975 Brynäs IF-Timrå IK 4-3 (1-0, 1-1, 2-2) 5852 Gavlerinken - 1 november 1975 Färjestads BK-Västra Frölunda IF 4-3 (2-2, 1-1, 1-0) 5314 Färjestads ishall - 1 november 1975 Djurgårdens IF-Södertälje SK 9-6 (2-2, 4-2, 3-2) 6172 Johanneshovs isstadion - 1 november 1975 Skellefteå AIK-Modo AIK 4-2 (2-1, 1-1, 1-0) 7172 Skellefteå isstadion - 1 november 1975 Leksands IF-AIK 6-3 (2-2, 3-0, 1-1) 4667 Leksands isstadion Omgång 10 - 2 november 1975 Timrå IK-Brynäs IF 5-3 (1-0, 3-0, 1-3) 5120 Timrå isstadion - 2 november 1975 AIK-Leksands IF 4-6 (0-3, 3-2, 1-1) 6495 Johanneshovs isstadion - 2 november 1975 Modo AIK-Skellefteå AIK 3-3 (1-2, 1-1, 1-0) 5367 Kempehallen - 2 november 1975 Södertälje SK-Djurgårdens IF 8-3 (3-1, 2-2, 3-0) 5115 Scaniarinken - 2 november 1975 Västra Frölunda IF-Färjestads BK 9-1 (4-0, 3-0, 2-1) 7325 Scandinavium Omgång 11 - 6 november 1975 Brynäs IF-AIK 6-2 (4-1, 0-1, 2-0) 3401 Gavlerinken - 6 november 1975 Timrå IK-Södertälje SK 4-4 (1-1, 1-3, 2-0) 3546 Timrå isstadion - 6 november 1975 Djurgårdens IF-Färjestads BK 4-5 (1-2, 3-1, 0-2) 4410 Johanneshovs isstadion - 6 november 1975 Skellefteå AIK-Västra Frölunda IF 7-4 (5-2, 1-0, 1-2) 5840 Skellefteå isstadion - 6 november 1975 Leksands IF-Modo AIK 9-1 (2-1, 2-0, 5-0) 5076 Leksands isstadion Omgång 12 - 9 november 1975 AIK-Timrå IK 8-4 (3-2, 1-1, 4-1) 3062 Johanneshovs isstadion - 9 november 1975 Modo AIK-Brynäs IF 5-5 (2-1, 2-2, 1-2) 4579 Kempehallen - 9 november 1975 Södertälje SK-Leksands IF 5-5 (2-1, 1-4, 2-0) 6667 Scaniarinken - 9 november 1975 Färjestads BK-Skellefteå AIK 8-1 (0-0, 8-1, 0-0) 4052 Färjestads ishall - 9 november 1975 Västra Frölunda IF-Djurgårdens IF 4-3 (1-1, 1-1, 2-1) 4137 Scandinavium Omgång 13 - 13 november 1975 Brynäs IF-Södertälje SK 8-5 (4-2, 1-2, 3-1) 4197 Gavlerinken - 13 november 1975 Timrå IK-Modo AIK 3-5 (0-1, 2-1, 1-3) 5160 Timrå isstadion - 13 november 1975 AIK-Västra Frölunda IF 0-8 (0-3, 0-2, 0-3) 3875 Johanneshovs isstadion - 13 november 1975 Skellefteå AIK-Djurgårdens IF 8-4 (3-2, 2-1, 3-1) 4842 Skellefteå isstadion - 13 november 1975 Leksands IF-Färjestads BK 4-3 (0-0, 2-2, 2-1) 2993 Leksands isstadion Omgång 14 - 16 november 1975 Modo AIK-AIK 1-7 (1-2, 0-3, 0-2) 3546 Kempehallen - 16 november 1975 Södertälje SK-Skellefteå AIK 3-3 (2-0, 1-2, 0-1) 5451 Scaniarinken - 16 november 1975 Färjestads BK-Brynäs IF 4-2 (1-0, 2-1, 1-1) 4689 Färjestads ishall - 16 november 1975 Djurgårdens IF-Leksands IF 5-5 (1-1, 2-2, 2-2) 7629 Johanneshovs isstadion - 16 november 1975 Västra Frölunda IF-Timrå IK 6-4 (1-3, 1-0, 4-1) 6060 Scandinavium Omgång 15 - 20 november 1975 Brynäs IF-Djurgårdens IF 7-4 (1-0, 4-0, 2-4) 3288 Gavlerinken - 20 november 1975 Timrå IK-Färjestads BK 4-2 (2-2, 2-0, 0-0) 2168 Timrå isstadion - 20 november 1975 AIK-Södertälje SK 2-2 (1-0, 1-1, 0-1) 6147 Johanneshovs isstadion - 20 november 1975 Modo AIK-Västra Frölunda IF 7-3 (3-0, 2-1, 2-2) 3520 Kempehallen - 20 november 1975 Leksands IF-Skellefteå AIK 6-4 (0-2, 4-1, 2-1) 4171 Leksands isstadion Omgång 16 - 23 november 1975 Södertälje SK-Modo AIK 2-10 (0-3, 1-2, 1-5) 5126 Scaniarinken - 23 november 1975 Färjestads BK-AIK 3-3 (1-1, 1-0, 1-2) 3108 Färjestads ishall - 23 november 1975 Djurgårdens IF-Timrå IK 9-2 (1-0, 6-1, 2-1) 5311 Johanneshovs isstadion - 23 november 1975 Skellefteå AIK-Brynäs IF 5-3 (2-1, 0-1, 3-1) 7234 Skellefteå isstadion - 23 november 1975 Västra Frölunda IF-Leksands IF 4-4 (1-1, 1-2, 2-1) 12335 Scandinavium Omgång 17 - 27 november 1975 Färjestads BK-Södertälje SK 5-5 (0-3, 4-0, 1-2) 2984 Färjestads ishall - 27 november 1975 Djurgårdens IF-Modo AIK 5-3 (1-1, 2-1, 2-1) 7389 Johanneshovs isstadion - 27 november 1975 Skellefteå AIK-AIK 7-3 (2-1, 2-1, 3-1) 4955 Skellefteå isstadion - 27 november 1975 Leksands IF-Timrå IK 4-3 (1-1, 3-2, 0-0) 2349 Leksands isstadion - 27 november 1975 Västra Frölunda IF-Brynäs IF 4-5 (3-0, 1-4, 0-1) 11893 Scandinavium Omgång 18 - 30 november 1975 Brynäs IF-Leksands IF 7-3 (2-2, 1-1, 4-0) 7894 Gavlerinken - 30 november 1975 Timrå IK-Skellefteå AIK 7-0 (2-0, 3-0, 2-0) 2440 Timrå isstadion - 30 november 1975 AIK-Djurgårdens IF 3-1 (0-0, 2-0, 1-1) 10547 Johanneshovs isstadion - 30 november 1975 Modo AIK-Färjestads BK 2-3 (0-0, 0-3, 2-0) 3340 Kempehallen - 30 november 1975 Södertälje SK-Västra Frölunda IF 5-6 (2-3, 2-1, 1-2) 3935 Scaniarinken | Omgång 19 - 4 december 1975 Södertälje SK-Skellefteå AIK 3-3 (0-0, 3-0, 0-3) 2962 Scaniarinken - 4 december 1975 Djurgårdens IF-Leksands IF 4-9 (1-4, 0-3, 3-2) 6835 Johanneshovs isstadion - 4 december 1975 Brynäs IF-Timrå IK 8-6 (5-3, 1-1, 2-2) 4155 Gavlerinken - 4 december 1975 Modo AIK-Västra Frölunda IF 3-5 (1-3, 0-1, 2-1) 3195 Kempehallen - 4 december 1975 Färjestads BK-AIK 4-6 (3-2, 1-2, 0-2) 2427 Färjestads ishall Omgång 20 - 7 december 1975 AIK-Modo AIK 1-6 (1-2, 0-1, 0-3) 3483 Johanneshovs isstadion - 7 december 1975 Västra Frölunda IF-Brynäs IF 3-5 (3-2, 0-3, 0-0) 9369 Scandinavium - 7 december 1975 Timrå IK-Djurgårdens IF 5-5 (1-4, 3-0, 1-1) 2413 Timrå isstadion - 7 december 1975 Leksands IF-Södertälje SK 5-5 (2-1, 2-1, 1-3) 1827 Leksands isstadion - 7 december 1975 Skellefteå AIK-Färjestads BK 8-3 (2-1, 4-1, 2-1) 4623 Skellefteå isstadion Omgång 21 - 8 januari 1976 Södertälje SK-Timrå IK 5-2 (1-0, 3-2, 1-0) 2520 Scaniarinken - 8 januari 1976 Djurgårdens IF-Västra Frölunda IF 6-4 (2-1, 1-1, 3-2) 2747 Johanneshovs isstadion - 8 januari 1976 Brynäs IF-AIK 4-3 (1-2, 2-1, 1-0) 2710 Gavlerinken - 8 januari 1976 Modo AIK-Färjestads BK 5-2 (1-2, 2-0, 2-0) 2865 Kempehallen - 8 januari 1976 Leksands IF-Skellefteå AIK 7-4 (3-1, 3-0, 1-3) 2813 Leksands isstadion Omgång 22 - 11 januari 1976 Färjestads BK-Brynäs IF 7-1 (2-0, 5-0, 0-1) 2926 Färjestads ishall - 11 januari 1976 AIK-Djurgårdens IF 4-3 (4-1, 0-1, 0-1) 8272 Johanneshovs isstadion - 11 januari 1976 Västra Frölunda IF-Södertälje SK 4-5 (0-2, 2-2, 2-1) 3271 Scandinavium - 11 januari 1976 Timrå IK-Leksands IF 3-3 (2-0, 1-1, 0-2) 1981 Timrå isstadion - 11 januari 1976 Skellefteå AIK-Modo AIK 6-6 (3-2, 1-0, 2-4) 5040 Skellefteå isstadion Omgång 23 - 15 januari 1976 Södertälje SK-AIK 7-3 (3-1, 3-2, 1-0) 4708 Scaniarinken - 15 januari 1976 Djurgårdens IF-Skellefteå AIK 4-2 (0-1, 1-1, 3-0) 4382 Johanneshovs isstadion - 15 januari 1976 Brynäs IF-Modo AIK 8-2 (2-0, 3-0, 3-2) 3763 Gavlerinken - 15 januari 1976 Timrå IK-Färjestads BK 4-5 (1-2, 2-1, 1-2) 1957 Timrå isstadion - 15 januari 1976 Leksands IF-Västra Frölunda IF 7-4 (4-1, 1-1, 2-2) 2437 Leksands isstadion Omgång 24 - 18 januari 1976 Modo AIK-Djurgårdens IF 5-1 (2-0, 0-0, 3-1) 2832 Kempehallen - 18 januari 1976 Färjestads BK-Södertälje SK 8-3 (1-1, 3-2, 4-0) 2500 Färjestads ishall - 18 januari 1976 AIK-Leksands IF 5-2 (1-0, 2-2, 2-0) 4390 Johanneshovs isstadion - 18 januari 1976 Västra Frölunda IF-Timrå IK 4-5 (2-2, 1-0, 1-3) 3011 Scandinavium - 18 januari 1976 Skellefteå AIK-Brynäs IF 5-5 (1-1, 3-2, 1-2) 4989 Skellefteå isstadion Omgång 25 - 22 januari 1976 Södertälje SK-Modo AIK 1-4 (1-1, 0-2, 0-1) 3605 Scaniarinken - 22 januari 1976 Djurgårdens IF-Brynäs IF 4-11 (0-2, 2-6, 2-3) 6624 Johanneshovs isstadion - 22 januari 1976 Västra Frölunda IF-Skellefteå AIK 7-0 (2-0, 0-0, 5-0) 3662 Scandinavium - 22 januari 1976 Timrå IK-AIK 1-4 (1-0, 0-3, 0-1) 2976 Timrå isstadion - 22 januari 1976 Leksands IF-Färjestads BK 4-3 (3-0, 1-1, 0-2) 2010 Leksands isstadion Omgång 26 - 25 januari 1976 Brynäs IF-Södertälje SK 5-5 (4-5, 1-0, 0-0) 3684 Gavlerinken - 25 januari 1976 Modo AIK-Leksands IF 1-8 (1-1, 0-3, 0-4) 4349 Kempehallen - 25 januari 1976 Färjestads BK-Djurgårdens IF 2-5 (0-2, 2-1, 0-2) 2787 Färjestads ishall - 25 januari 1976 AIK-Västra Frölunda IF 7-5 (3-2, 2-1, 2-2) 4924 Johanneshovs isstadion - 25 januari 1976 Skellefteå AIK-Timrå IK 3-2 (1-1, 2-1, 0-0) 4002 Skellefteå isstadion Omgång 27 - 27 januari 1976 Södertälje SK-Djurgårdens IF 8-7 (3-1, 5-5, 0-1) 5044 Scaniarinken - 27 januari 1976 AIK-Skellefteå AIK 4-2 (2-0, 1-1, 1-1) 4897 Johanneshovs isstadion - 27 januari 1976 Västra Frölunda IF-Färjestads BK 1-2 (0-1, 1-0, 0-1) 4728 Scandinavium - 27 januari 1976 Timrå IK-Modo AIK 2-3 (1-1, 0-0, 1-2) 1880 Timrå isstadion - 27 januari 1976 Leksands IF-Brynäs IF 5-10 (1-1, 2-4, 2-5) 5328 Leksands isstadion Omgång 28 - 29 januari 1976 Djurgårdens IF-Södertälje SK 5-7 (4-1, 0-3, 1-3) 7310 Johanneshovs isstadion - 29 januari 1976 Brynäs IF-Leksands IF 10-1 (1-0, 5-1, 4-0) 7700 Gavlerinken - 29 januari 1976 Modo AIK-Timrå IK 5-2 (3-0, 0-0, 2-2) 2705 Kempehallen - 29 januari 1976 Färjestads BK-Västra Frölunda IF 5-3 (2-2, 2-1, 2-0) 4038 Färjestads ishall - 29 januari 1976 Skellefteå AIK-AIK 9-4 (4-0, 2-2, 3-2) 4289 Skellefteå isstadion Omgång 29 - 1 februari 1976 Södertälje SK-Brynäs IF 3-1 (2-1, 1-0, 0-0) 8390 Scaniarinken - 1 februari 1976 Djurgårdens IF-Färjestads BK 3-2 (0-0, 3-1, 0-1) 4373 Johanneshovs isstadion - 1 februari 1976 Västra Frölunda IF-AIK 5-2 (1-0, 4-1, 0-1) 3338 Scandinavium - 1 februari 1976 Timrå IK-Skellefteå AIK 6-2 (2-1, 4-1, 0-0) 1287 Timrå isstadion - 1 februari 1976 Leksands IF-Modo AIK 5-2 (1-1, 3-0, 1-1) 2250 Leksands isstadion Omgång 30 - 5 februari 1976 Brynäs IF-Djurgårdens IF 7-4 (4-1, 0-0, 3-3) 2666 Gavlerinken - 5 februari 1976 Modo AIK-Södertälje SK 4-3 (1-3, 1-0, 2-0) 2318 Kempehallen - 5 februari 1976 Färjestads BK-Leksands IF 4-3 (1-1, 1-1, 2-1) 4237 Färjestads ishall - 5 februari 1976 AIK-Timrå IK 8-3 (2-2, 5-1, 1-0) 2671 Johanneshovs isstadion - 5 februari 1976 Skellefteå AIK-Västra Frölunda IF 4-2 (2-1, 0-0, 2-1) 4240 Skellefteå isstadion Omgång 31 - 8 februari 1976 Södertälje SK-Färjestads BK 5-5 (1-2, 4-3, 0-0) 3479 Scaniarinken - 8 februari 1976 Djurgårdens IF-Modo AIK 5-2 (2-0, 2-2, 1-0) 3813 Johanneshovs isstadion - 8 februari 1976 Brynäs IF-Skellefteå AIK 8-6 (4-2, 3-4, 1-0) 3692 Gavlerinken - 8 februari 1976 Timrå IK-Västra Frölunda IF 4-2 (1-1, 1-1, 2-0) 815 Timrå isstadion - 8 februari 1976 Leksands IF-AIK 9-3 (3-1, 3-1, 3-1) 1445 Leksands isstadion Omgång 32 - 12 februari 1976 Modo AIK-Brynäs IF 9-3 (4-0, 2-1, 3-2) 2665 Kempehallen - 12 februari 1976 Färjestads BK-Timrå IK 3-2 (0-1, 0-1, 3-0) 2271 Färjestads ishall - 12 februari 1976 AIK-Södertälje SK 7-5 (2-4, 3-1, 2-0) 4876 Johanneshovs isstadion - 12 februari 1976 Västra Frölunda IF-Leksands IF 5-4 (2-0, 1-3, 2-1) 3695 Scandinavium - 12 februari 1976 Skellefteå AIK-Djurgårdens IF 6-4 (2-1, 2-3, 2-0) 3913 Skellefteå isstadion Omgång 33 - 15 februari 1976 Södertälje SK-Västra Frölunda IF 4-4 (2-2, 2-0, 0-2) 3989 Scaniarinken - 15 februari 1976 Djurgårdens IF-AIK 12-3 (6-0, 3-0, 3-3) 10864 Johanneshovs isstadion - 15 februari 1976 Brynäs IF-Färjestads BK 6-1 (2-0, 2-0, 2-1) 3110 Gavlerinken - 15 februari 1976 Modo AIK-Skellefteå AIK 1-3 (0-0, 1-2, 0-1) 3469 Kempehallen - 15 februari 1976 Leksands IF-Timrå IK 9-6 (2-2, 4-0, 3-4) 1513 Leksands isstadion Omgång 34 - 19 februari 1976 Färjestads BK-Modo AIK 7-1 (2-0, 3-1, 2-0) 3651 Färjestads ishall - 19 februari 1976 AIK-Brynäs IF 4-1 (3-0, 0-1, 1-0) 6381 Johanneshovs isstadion - 19 februari 1976 Västra Frölunda IF-Djurgårdens IF 6-1 (1-0, 3-1, 2-0) 5659 Scandinavium - 19 februari 1976 Timrå IK-Södertälje SK 2-6 (1-1, 1-3, 0-2) 588 Timrå isstadion - 19 februari 1976 Skellefteå AIK-Leksands IF 12-6 (3-0, 5-3, 4-3) 6036 Skellefteå isstadion Omgång 35 - 22 februari 1976 Södertälje SK-Leksands IF 4-3 (1-0, 0-3, 3-0) 6940 Scaniarinken - 22 februari 1976 Djurgårdens IF-Timrå IK 5-4 (1-2, 1-0, 3-2) 3685 Johanneshovs isstadion - 22 februari 1976 Brynäs IF-Västra Frölunda IF 8-2 (4-1, 2-1, 2-0) 3213 Gavlerinken - 22 februari 1976 Modo AIK-AIK 2-3 (1-0, 1-0, 0-3) 3066 Kempehallen - 22 februari 1976 Färjestads BK-Skellefteå AIK 4-0 (1-0, 2-0, 1-0) 4885 Färjestads ishall Omgång 36 - 26 februari 1976 AIK-Färjestads BK 2-3 (1-1, 0-2, 1-0) 5123 Johanneshovs isstadion - 26 februari 1976 Västra Frölunda IF-Modo AIK 4-0 (2-0, 1-0, 1-0) 7909 Scandinavium - 26 februari 1976 Timrå IK-Brynäs IF 3-10 (1-5, 0-3, 2-2) 719 Timrå isstadion - 26 februari 1976 Leksands IF-Djurgårdens IF 6-8 (2-4, 1-3, 3-1) 2245 Leksands isstadion - 26 februari 1976 Skellefteå AIK-Södertälje SK 3-3 (1-2, 2-0, 0-1) 5497 Skellefteå isstadion |